# Amélia Santos

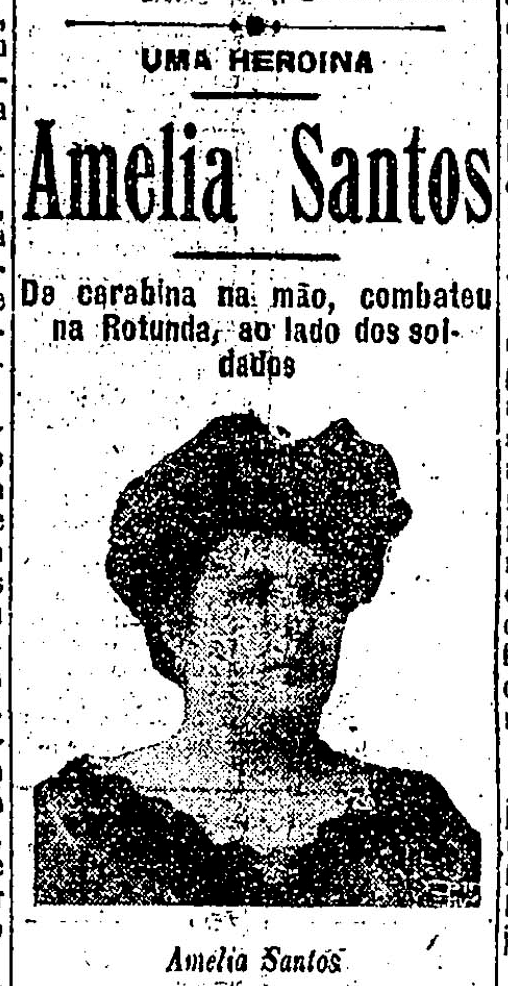
Entrevista de Amélia Santos ao jornal republicano A Capital, 14 de Outubro de 1910

Amélia Santos foi uma popular lisboeta que veio em defesa dos revolucionários republicanos durante a Revolução Republicana de 5 de Outubro de 1910. Juntando-se aos revoltosos barricados na Rotunda, pegou em armas e lutou a seu lado, tornando-se uma heroína da causa, ilustrada em postais da época. Assumiu-se republicana desde sempre, em segredo, por haver "quem ache ridículo que as mulheres tenham ideias avançadas".
Juntou-se aos revolucionários por entender ser esse o seu dever, não achando justo que os homens se estivessem a bater pela causa de todos enquanto ela se escondia em casa. Quando rebentaram os primeiros tiroteios, encontrava-se na loja onde trabalhava; tentou convencer vários fregueses a juntarem-se a ela, mas só um, Henrique Nunes, se prontificou a acompanhá-la. Chegando à Rotunda, evitando a Avenida da Liberdade por ser zona de fogo cruzado, foi-lhe vedada passagem por um sentinela: após declarar que ia pegar numa arma, franquearam-lhe a passagem e logo lhe forneceram uma carabina. Não sabendo manejar uma arma, apercebeu-se que muitos homens estavam nas mesmas condições e, com eles, aprendeu depressa. Permaneceu com a espingarda até às 11 horas da manhã, hora a que se deu a última descarga sobre a Guarda Municipal e, daí em diante, trocou a espingarda por um revólver por esta ser muito pesada. No dia 8 de Outubro, de manhã, apresenta-se ao seu "último serviço": com um grupo, vai até à Rua das Trinas, onde prendem um jesuíta.
Na semana seguinte à Implantação da República, é entrevistada para o periódico republicano A Capital. Segundo o repórter, ao dizer-lhe o seu propósito de publicar um artigo sobre si no jornal, "mostrou-se sinceramente indignada e pretendeu convencer-nos de que não dizia uma palavra sobre o assunto", tendo as pessoas da cervejaria Águia, onde se encontravam, de a dissuadir — a partir daí, respondeu desembaraçadamente às perguntas, "com a maior naturalidade como se não tivesse praticado uma das maiores heroicidades da revolução", ainda que tenha manifestado mais uma vez o seu desgosto por ver que o seu nome ia figurar nos jornais. A entrevista acabaria por ser publicada na edição de 14 de Outubro.